# 아르센스 미스카로우스
아르센스 미스카로우스(라트비아어: Arsens Miskarovs) 또는 아르센 예두아르도비치 미스카로프(러시아어: Арсе́н Эдуардович Миска́ров, 1961년 3월 3일 ~ )는 소련의 은퇴한 수영 선수로 1980년 하계 올림픽에 출전했다.

## 생애
미스카로우스는 모스크바에서열린 1980년 하계 올림픽 100m 평영과 400m 혼계영에서 은메달을 획득했고, 200m 평영에서 동메달을 획득했다.
그는 1978년 세계 수영 선수권 대회 200m 평영에서 은메달을 획득했다. 그는 1977년과 1981년 유럽 수영 선수권 대회 100m 평영과 200m 평영에서 3개의 은메달을 획득했다.
그는 1977년부터 1981년 사이에 소련 선수권 대회에서 3번 우승했다.
1984년에 선수 생활을 마감한 후, 그는 라트비아 국가 물리학 연구소를 졸업했다.